# Ngô Xương Văn
Ngô Xương Văn (chữ Hán: 吳昌文; 934 – 965) là một vị vua nhà Ngô trong lịch sử Việt Nam. Ông trị vì từ 950 đến 965, trong đó khoảng từ 951 – 954 ông trị vì cùng với anh trai là Ngô Xương Ngập. Sử gọi chung đó là thời Hậu Ngô Vương.

## Thân thế
Ngô Xương Văn là con thứ hai của Ngô Quyền, mẹ là hoàng hậu họ Dương.

## Giữa cậu và anh
Năm 944, Ngô Quyền mất, ủy thác con trưởng Ngô Xương Ngập cho Dương Tam Kha - em trai (có sách viết là anh) Dương hậu. Dương Tam Kha cướp ngôi, tự lập mình làm vua, xưng là Dương Bình vương. Ngô Xương Ngập chạy về Nam Sách được một hào trưởng là Phạm Lệnh Công che chở. Dương Tam Kha ba lần sai quân đi bắt Ngô Xương Ngập mà không được. Ở đó Ngô Xương Ngập lấy vợ và sinh con là Ngô Xương Xí.
Dương Bình vương lấy Ngô Xương Văn làm con nuôi. Một số nghiên cứu gần đây cho rằng Ngô Xương Văn lấy con gái Bình vương là Dương Vân Nga và chính ông là người chồng đầu tiên của bà, nhưng giả thuyết này không vững chắc và có nhiều điểm mâu thuẫn (xem chi tiết bài Dương Vân Nga).
Từ khi Dương Tam Kha lấy ngôi của nhà Ngô, nhiều nơi không chịu thuần phục, các thủ lĩnh nổi lên cát cứ một vùng thường đem quân đánh chiếm lẫn nhau. Năm Canh Tuất (950), Tam Kha sai Xương Văn cùng hai tướng Dương Cát Lợi và Đỗ Cảnh Thạc đem quân đi đánh hai thôn Đường, Nguyễn ở Thái Bình. Ngô Xương Văn đi đến nửa đường, dụ hai tướng quay lại lật đổ Dương Tam Kha.
Trích Đại Việt sử ký toàn thư:
Năm 950, Dương Tam Kha sai Ngô Xương Văn cùng hai tướng họ Dương và họ Đỗ đem quân đi đánh hai làng là Đường và Nguyễn ở Thái Bình. Khi quân đến Từ Liêm, Ngô Xương Văn nói với hai tướng rằng:
- Đức lớn của Tiên Vương ta đã thấm vào tận lòng dân, cho nên, chính lệnh ban ra, không ai là không thuận nghe theo. Nay, không may Tiên Vương đã lìa bỏ quần thần, Bình Vương [chỉ Dương Tam Kha] làm việc bất nghĩa, cướp ngôi của anh ta, tội thật không có gì lớn bằng. Giờ đây, Bình Vương lại sai chúng ta đi đánh hai làng vô tội. Nếu may mà thắng được thì chẳng nói làm gì, còn như họ không chịu hàng phục thì ta biết làm sao được?
Hai tướng cùng nói:
- Chúng tôi xin theo lệnh của ông.
Ngô Xương Văn lại nói:
- Ta muốn đem quân quay lại đánh úp Bình Vương để khôi phục cơ nghiệp của Tiên Vương ta, như thế có nên chăng?
Hai tướng cùng cho là hay, bèn quay về đánh úp Dương Tam Kha. Mọi người muốn giết Dương Tam Kha đi, nhưng Ngô Xương Văn nói:
- Bình Vương đối với ta có ơn [chỉ việc Dương Tam Kha đã nhận Ngô Xương Văn làm con nuôi], tại sao lại nỡ giết?
Nói rồi, bèn giáng Dương Tam Kha làm Chương Dương Công, ban cho đất làm thực ấp (nay là bến Chương Dương).
Ngô Xương Văn không giết Dương Tam Kha, giáng xuống làm Chương Dương Công.

## Nam Tấn vương
Năm 950, Ngô Xương Văn tự xưng làm Nam Tấn Vương, đóng đô ở Cổ Loa. Ngô Xương Văn cho người đón anh trai Ngô Xương Ngập về. Được sự chuẩn tấu của Dương thái hậu, Ngô Xương Ngập cũng lên làm vua, xưng là Thiên Sách Vương. Khi đó cùng tồn tại hai vua.
Năm 951, ông cùng Thiên Sách vương đi đánh Đinh Bộ Lĩnh ở Hoa Lư (Ninh Bình) không thần phục triều đình nhưng không thắng phải quay trở về (xem chi tiết các bài: Đinh Bộ Lĩnh, Đinh Liễn).
Ngô Xương Ngập chuyên quyền, không cho Ngô Xương Văn tham gia chính sự. Ngô Xương Ngập còn định trừ Ngô Xương Văn để một mình làm vua, nhưng năm 954, Ngô Xương Ngập bị bệnh chết. Nam Tấn Vương Ngô Xương Văn một mình trị nước.
Theo sách Khâm định Việt sử thông giám cương mục dẫn chiếu từ Ngũ đại sử (thiên Nam Hán thế gia), sau khi Xương Ngập chết, Xương Văn sai sứ đến gặp vua Nam Hán là Lưu Thịnh (con Lưu Cung) xin "tiết việt". Lưu Thịnh sai cấp sự trung là Lý Dư đem cờ tinh, cờ tiết sang để chiêu dụ. Lý Dư đi đến Bạch Châu, Ngô Xương Văn sai người đến ngăn lại, bảo rằng: "Giặc biển làm loạn, đường sá khó đi", thành thử Lý Dư không sang được tới nơi. Có lẽ Nam Tấn vương đã ân hận trong việc "thần phục" kẻ địch từng thua bại dưới tay ông ngoại và cha mình và thấy Nam Hán không đủ mạnh để thần phục nên tìm cách không gặp sứ Nam Hán.
Trong nước có nhiều nơi làm loạn không thần phục triều đình, Nam Tấn vương mang quân đi dẹp. Đầu tiên ông dẹp được giặc Chu Thái ở Thao Giang (Phú Thọ), sau đó năm 965, Ngô Xương Văn đem quân đi đánh hai thôn Đường và Nguyễn ở Thái Bình (Sơn Tây). Ông bị phục binh bắn nỏ trúng, tử trận. Theo Giáo sư Trần Quốc Vượng thì thôn Đường, tức Đường Lâm thuộc phạm vi chiếm đóng của sứ quân Ngô Nhật Khánh, còn thôn Nguyễn Gia Loan thuộc căn cứ của sứ quân Nguyễn Thái Bình, tức Nguyễn Khoan.
Ngô Xương Văn làm vua được 15 năm. Thời kỳ trị vì của Ngô Xương Văn và Ngô Xương Ngập được gọi chung là Hậu Ngô Vương.
Sau đó con của Ngô Xương Ngập là Ngô Xương Xí lên ngôi, nhưng thế lực suy yếu phải rút về giữ đất Bình Kiều. Từ 966 hình thành 12 sứ quân, sử gọi là loạn 12 sứ quân. Cho tới năm Mậu Thìn 968, đạo quân của Đinh Bộ Lĩnh sau hàng loạt chiến thắng, thống nhất đất nước, mở ra nhà Đinh. Nhà Ngô kết thúc.

## Đánh giá
Trong Đại Việt Sử ký Toàn thư, Lê Văn Hưu viết: 
"Nam Tấn Vương nhà Ngô trước bị gia thần là Tam Kha giam giữ, sau bị anh là Xương Ngập áp chế, một sớm đắc chí, không biết cẩn thận giữ mình, cho nên hưởng nước ngắn ngủi, không có chính tích gì, đáng tiếc thay! Nhưng, cứ xem việc tha tội cho Bình Vương, há không phải là nhân ư? Chịu nhịn cho Xương Ngập kiêu xấc, há không phải là cung ư? Đã nhân lại cung, cũng có thể thấy vương là người ra sao rồi."
Ngô Sĩ Liên có lời bàn trong Đại Việt Sử ký Toàn thư:
Nam Tấn nhà Ngô dùng chính nghĩa trừ kẻ tàn bạo, lấy lại được cơ nghiệp cũ. Công việc ấy cũng đã yên ủi vong linh tiên tổ mình, làm nguôi lòng bực tức của quỷ thần, của nhân dân. Thế mà, chỉ vì hiền lành nhù nhờ, đã không trừng trị Tam Kha về tội cướp nước, lại còn gây ra chiến tranh bẩn thỉu ở Thái Bình, cuối cùng tự rước lấy tai nạn, thật đáng tiếc!
Ngô Thì Sĩ trong Việt sử tiêu án cũng có lời bàn về Ngô Xương Văn như sau:
Hậu Ngô Vương ở chỗ thâm cung, nên tặc thần không ngờ đến, ở giữa đường quay về, mà chư tướng không dám trái ý, truất phục được kẻ gian tà dễ như thay bàn cờ, 15 năm giữ cơ nghiệp, đáng gọi là lương chúa, đẻ con như thế Ngô Quyền cũng như là không chết. Đến như Thiên Sách chuyên quyền mà mình không được dự chính quyền, Tam Kha cướp ngôi vua mà không nỡ gia hình, luận giả cho Xương Văn là cô tức, nhưng xét bản tâm của Xương Văn thì chỉ biết cung kính anh, để kính nhường dòng con trưởng, không giết cậu, để mẹ được yên lòng, cũng là người có tư chất tốt, không thế, thì nếu không giết anh là Xương Ngập, cũng không để Tam Kha được sống. Duy chỉ có lỗi là để lộ cơ mưu, đến nỗi bị mũi tên lạc, chí khí hăng hái của thiếu niên chưa bỏ đi được, là đáng tiếc đó thôi.
Khi đề cập tới Xương Văn có tư chất tốt, không thế, thì nếu không giết anh là Xương Ngập, cũng không để Tam Kha được sống, Ngô Thì Sĩ có lẽ muốn so sánh chuyện nhà Ngô với những cảnh "huynh đệ tương tàn", thói ích kỷ, vô nhân của một số quân vương trong lịch sử Trung Quốc, như Lý Thế Dân giết anh em cùng mẹ và 10 cháu ruột, bức cha thoái vị; Tống Cao Tông Triệu Cấu không muốn xin nhà Kim thả cha (Huy Tông) và anh (Khâm Tông) đang làm tù binh trong tay giặc được về mà chỉ xin tha cho mẹ, rồi tìm cách vu tội giết Nhạc Phi vì danh tướng này muốn đánh vào kinh đô nhà Kim để rước 2 vua cũ về nam; hay Minh Anh Tông được em là Cảnh đế cứu thoát từ tay người Mông sau 7 năm làm tù binh đã tìm cách sát hại em để đoạt lại ngôi.